# Agrobacterium tumefaciens
In de biologie is Agrobacterium tumefaciens de natuurlijke drager van het Ti-plasmide, dat autonome kankergezwellen (kroongallen) bij geïnfecteerde, voornamelijk tweezaadlobbige planten veroorzaakt (ook wel: Kroongalziekte) (de benaming "tume-faciens" is Latijn voor "gezwel-makend"). Het is een staafvormige, gram-negatieve bacterie, die in de grond voorkomt. Het Ti-plasmide is 200 kilobaseparen groot.
Deze bacterie en zijn plasmide werden aan de UGent intensief bestudeerd door de professoren Jozef Schell en Marc Van Montagu, resulterend in het biotechnologisch gebruik van de gen-inbrengende eigenschappen.
Ongeveer 10.000 plantensoorten worden in de natuur door de bacterie geïnfecteerd.

## Infectie

A: Agrobacterium, B: DNA, C: Ti-plasmide (a: t-DNA, b: vir-gen, c: Replicatieoorsprong, d: Opine-katabolisme) D: Plantencel E: Mitochondrium, F: Chloroplast, G: Celkern

Ti-plasmide

Pathogene agrobacteriumbacteriën hebben net als alle bacteriën een plasmide als (een deel van hun) genoom. In dit geval is het een Ti-plasmide (Ti betekent tumor-inducerend) met ten minste 25 vir-genen (virulentiegenen), nodig voor de tumorvorming, waarbij virA en chvE (chromosomaal virulentiegen E) andere vir-genen activeren. Het virA-proteïne vertoont autokinase-activiteit: het fosforyliseert zichzelf op een histidine-residu. Vervolgens fosforyliseert het virA-proteïne het virG-proteïne op zijn asparaginezuur-residu. Het virG proteïne is een cytoplasma-proteïne, afgelezen van het virG-Ti-plasmide gen. Het is een transcriptiefactor, dat de transcriptie van de vir-operons induceert. Het chvE-proteïne reguleert het tweede mechanisme dat vir-genen activeert. Het verhoogt de VirA-proteïne gevoeligheid voor fenolische stoffen.
Het vastmaken van de bacterie aan de plantenwortelcel gebeurt in twee stappen. Allereerst is er een zwak en omkeerbaar contact, dat gevolgd wordt door de aanmaak van cellulose draden, waarmee de bacterie zich verankert aan de wand van de plantencel en aan andere bacteriën, waardoor er een microkolonie van bacteriën ontstaat. Vier hoofdgenen zijn bij dit proces betrokken: chvA, chvB, pscA en att. De producten van de eerste drie genoemde genen zijn betrokken bij de vorming van de cellulose draden. Na de vorming van de cellulose draden wordt het buitenmembraaneiwit rhicadhesine aangemaakt, dat ook meehelpt aan de verankering van de bacterie aan de wand van de plantencel.
De transcriptie van het zogenaamde „virulentie“ of vir-gen wordt door assimilaten die door de plantenwortels worden uitgescheiden of door een secundaire plantenstof (1), dat uit de beschadigde plantendelen naar buiten treedt, geactiveerd (2). Uit het oogpunt van sommige bacteriestammen wordt wel gesproken van positieve chemotaxis, omdat de bacteriën zich met hun zweepstaartjes naar de bron van de signaalstof bewegen. De secundaire stoffen worden herkend door het VirA-proteïne, dat een transmembraanproteïne en afgelezen wordt in het virA-gen op het Ti-plasmide. Assimilaten, zoals koolhydraten, worden herkend door het chvE-proteïne, een chromosomaal gen voor het aflezen van het proteïne dat zich bevindt in de periplasmische ruimte.
Mogelijke plantenstoffen, die Agrobacterium aanzetten tot een infectie, zijn:
- Acetosyringon
- Vanilline
- alpha-Hydroxyacetosyringon
- Sinapinezuur
- Syringazuur
- Ferulazuur
- Catechol
- 4-hydroxybenzoëzuur[3]

Het geactiveerde vir-gen van de bacterie (3) bevindt zich op het Ti-plasmide en codeert voor een eiwit (4), dat de plant binnendringt (5) en in het plantengenoom een vreemd gen kan installeren. Met behulp van het vir-genproduct kan een ander deel van het DNA van het Ti-plasmide, het „transfer- of t-DNA“ in de plantencel overgedragen worden. Daarbij wordt het t-DNA als enkelstrengs DNA-molecuul met behulp van het bacteriële type IV secretiesysteem in de plantenwaardcel ingebracht. Dit t-DNA is aan het 5'-eind covalent aan het bacteriële VirD2-proteïne gebonden, dat door een bepaald eiwitmotief eraan bijdraagt, dat het enkelstrengs DNA naar de plantencelkern getransporteerd wordt (6, kernlokaliseringssignaal). Na overdracht naar de plantencel kan het t-DNA een interactie aan gaan met het eveneens door Agrobacterium overgedragen Virulentie eiwit VirE2. Op deze wijze wordt het t-complex gevormd dat naar de nucleus van de plantencel getransporteerd wordt. Bij Arabidopsis thaliana is bekend dat VirE2 met het planten VIP1-proteïne of zijn homologen kan reageren, nadat het door het planten MAP-kinase 3 gefosforyliseerd is. Het geactiveerde VIP1-proteïne fungeert vervolgens als adapter van de planten kernimportmachinerie (in het bijzonder importine alpha) en het bacteriële VirE2-proteïne en draagt nu ook bij aan het kerntransport van het t-complex. In de celkern moet de t-streng van de VirE2 en VIP1-proteïnen afgehaald worden. Dit gebeurt door het bacteriële VirF-proteïne, dat het proteïne van het bij de afbraak betrokken proteasom aanvoert. Nu kan het t-DNA in het genoom van de waard integreren. In eukaryotische cellen is het DNA alleen hier tegen afbraak beschermd en kan gerepliceerd en getranscribeerd worden.
Als het DNA in de celkern is aangekomen wordt het in het plantengenoom geïntegreerd (7). De plaats van de insertie in het genoom van de waardplant is willekeurig. Promotoren, die door de plantencel worden herkend, zorgen ervoor dat het gen in de plant actief wordt. De overgedragen genen hebben ook een typisch eukaryotische structuur, ondanks dat ze van een bacterie afkomstig zijn.
De overgedragen genen zorgen ervoor dat de plantencel speciale aminozuren, zoals opine (octopine en nopaline), gaat produceren, die als voedsel voor de bacteriën dienen, maar voor de plant nutteloos zijn.

## Galvorming
Voor de galvorming codeert het t-DNA gen voor de productie van auxine of indool-3-azijnzuur via het IAM-reactiepad (IAM = iterative annealing mechanism). Dit biosynthetisch reactiepad wordt niet door planten gebruikt voor de productie van auxine, waardoor de plant geen moleculaire middelen heeft voor de regulering hiervan en er constant auxine wordt geproduceerd. Ook komen er genen voor de productie van cytokininen in actie. Hierdoor wordt celdeling en galvorming gestimuleerd.

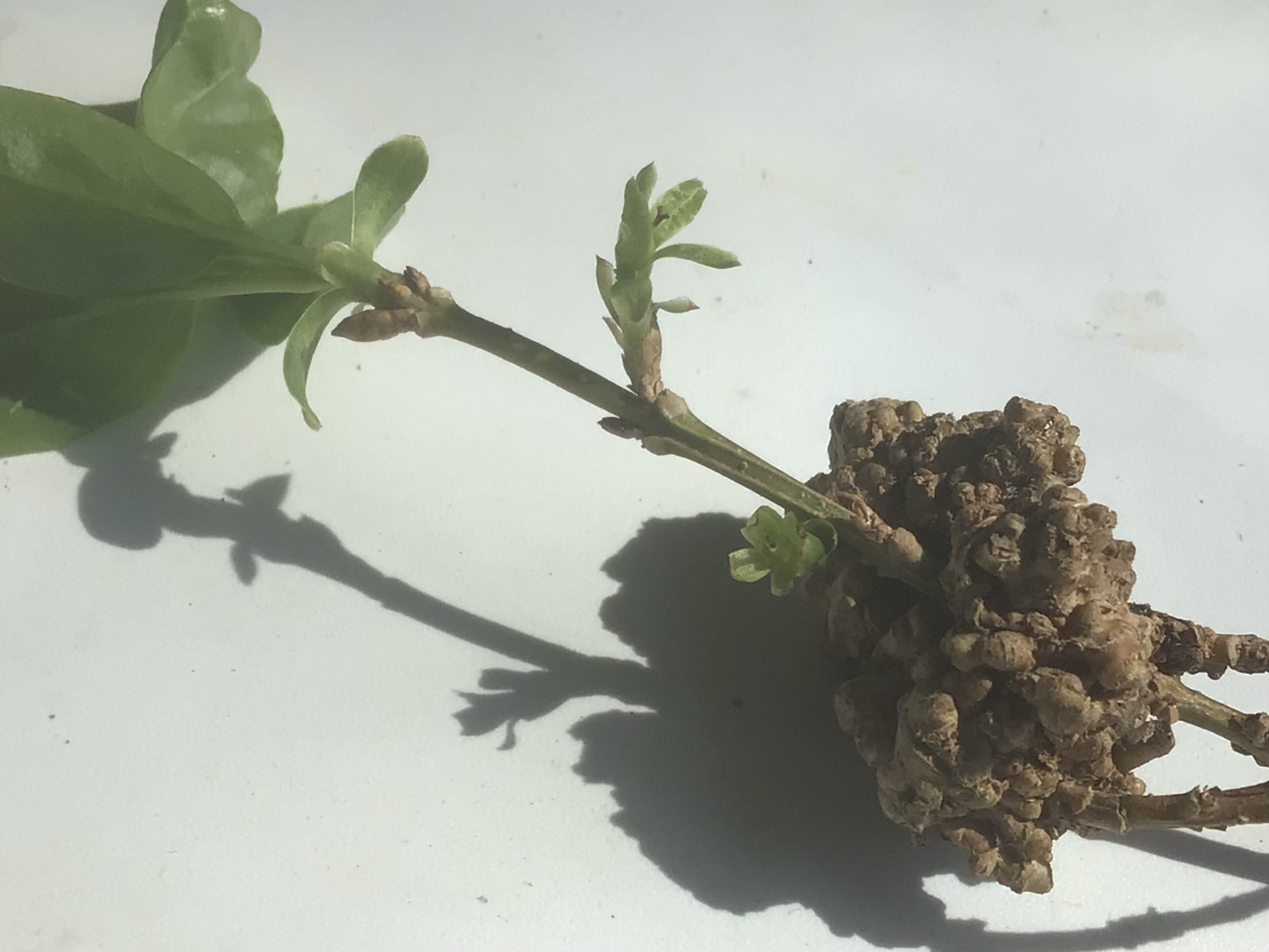
Door agribacterium tumefaciens veroorzaakte tumorvorming op de tak van een forsythia